# Abu Jahl
 (décembre 2022).
 (décembre 2022).
Pour les articles homonymes, voir Jahl.
Amr ibn Hishâm al-Makhzûmî (arabe : عمرو بن هشام المخزومي), surnommé Abû al-Hakam (arabe : أبو الحَكَم), puis Abû Jahl (arabe : أبو جهل), né à la Mecque en 572 et mort le 13 mars 624, soit le 17 Ramadan de l'an 2 de l'Hégire  (هجرة Hijra), à la bataille de Badr, est un notable mecquois polythéiste du clan des Banû Makhzûm, une branche influente de la tribu de Quraych. 

## Biographie
Amr ibn Hichâm a été surnommé Abu Jahl (« père de l'ignorance ») par ses adversaires à cause de son entêtement dans l'ignorance religieuse (jâhilîya). Il est l'un des plus farouches adversaires de Mahomet au début de sa prédication : il torture de ses mains de nombreux musulmans mecquois. Il transperce notamment de sa lance Sumayyah bint Khayyat, une de ses esclaves, considérée comme la première femme martyre de l'islam, après l'avoir attachée et longuement torturée.
Avant l'Hégire, il blesse Mahomet :
« Un autre jour, le prophète se trouvant sur le mont Safâ, Abû Jahl ibn Hichâm, s'approcha de lui, l'accabla d'injures, lança contre lui une pierre et lui fit une blessure à la tête. Le sang coula sur la figure du prophète ; mais il ne dit rien, se leva et retourna dans sa maison . »
Après l'Hégire, il est présent à chaque expédition. 
Abû Jahl meurt au cours de la première véritable bataille entre les musulmans et les clans mecquois à Badr (en mars 624), assailli par deux jeunes garçons, dont un perd un bras dans le combat :
« Abdallah ibn Mas`ud, l'un des plus fiables des musulmans, s'était dit : "Je m'occuperai des morts ; j'irai voir lesquels d'entre les quraychites ont été tués". En examinant les cadavres, il trouva Abû Jahl, qui avait encore un souffle de vie. [...] Abdallah lui trancha la tête, la porta au prophète et la jeta sur la terre devant lui. Le Prophète se prosterna et rendit grâce à Dieu  »
À la tombée de la nuit, les cadavres sont jetés dans un puits sans eau.
Le prophète, se plaçant au bord du puits, appelle chacun des morts par son nom et dit :
« Vous étiez tous mes parents ; vous m'avez accusé de mensonge, tandis que des étrangers ont cru à mes paroles ; vous m'avez chassé de ma patrie, des étrangers m'ont accueilli ; vous m'avez combattu, et des étrangers ont combattu pour moi. Tout ce que Dieu m'a promis, la victoire sur vous et votre châtiment, s'est réalisé sur vous . »

## Citations coraniques
Sourate 96, Al-Alaq (L'Adhérence), versets 9 à 19. 
9 As-tu vu celui qui interdit
10 à un serviteur d'Allah [Muhammad] de célébrer la Salat ?
11 Vois-tu s'il est sur la bonne voie,
12 ou s'il ordonne la piété ?
13 Vois-tu s'il dément et tourne le dos ?
14 Ne sait-il pas que vraiment Allah voit ?  
15 Mais non ! S'il ne cesse pas, Nous le saisirons certes, par le toupet,
16 le toupet d'un menteur, d'un pécheur.
17 Qu'il appelle donc son assemblée.
18 Nous appellerons les gardiens [de l'Enfer].
19 Non ! Ne lui obéis pas; mais prosterne-toi et rapproche-toi.